# Timor Occidental
Timor Occidental és una regió política que comprèn la meitat de l'illa de Timor amb l'excepció del districte de Oecussi-Ambeno (que és una part de Timor-Leste) i forma part de la província indonèsia de Nusatenggara Oriental, una de les principals províncies d'Indonèsia. Timor Occidental ocupa una àrea de 15.850 km². La capital i el seu principal port és Kupang, a més de la població amb més habitants de la regió.

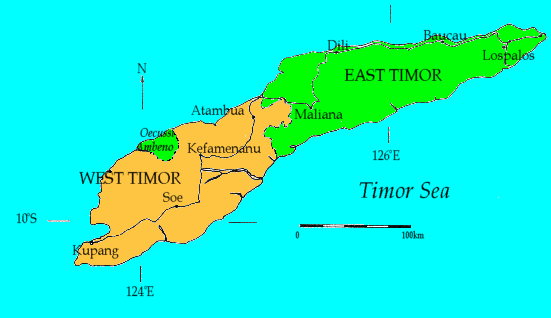
L'illa de Timor i les seves divisions.